# HD244597
HD244597 є хімічно пекулярною зорею спектрального класу
A5 й має видиму зоряну величину в смузі V приблизно 11,4.